# Castillo de Murcurols
El castillo de Murcurols es un edificio del municipio de Gisclareny de la comarca catalana del Bergadá en la provincia de Barcelona declarado Bien Cultural de Interés Nacional.

## Descripción
Se trata de una masía de estructura clásica con planta rectangular cubierta a dos aguas con teja árabe y el caballete paralelo a la fachada, orientada a poniente. La masía tiene unos cimientos medievales pero la construcción principal que vemos hoy pertenece al siglo XVII. Se conserva en mal estado, con la cubierta y la fachada de mediodía muy deterioradas. De la construcción primitiva, solamente quedan unos pocos restos, muy probablemente pertenecientes a la iglesia de Santa María.

## Historia
Existen noticias del lugar ya desde el siglo XIII (1255), referentes al castillo de Murcarols y de la iglesia de Santa María; de ambas construcciones no se conserva prácticamente nada pero hay que identificarlas con el emplazamiento de la actual masía. La documentación sobre los señores Murcarols o Murcurols se alarga hasta finales del siglo XIV, época en que sus dominios pasaron a la familia Sallent, ciudadanos de Manresa.